# Pomnik Leopolda w Słubicach
Pomnik księcia Leopolda (niem. Prinz-Leopold-Denkmal) – pomnik ku czci pruskiego wojskowego Leopolda von Braunschweiga, który znajdował się na prawobrzeżnym przedmieściu Frankfurtu nad Odrą – Dammvorstadt (obecnie Słubice). Zlikwidowany w 1945 roku.

## Historia
Książę Leopold od 1776 roku był komendantem pułku stacjonującego we Frankfurcie nad Odrą. Pomnik ku jego czci wzniesiono kosztem 3263 talarów, 9 groszy i 6 fenigów. Uroczystość odsłonięcia miała miejsce 1 sierpnia 1787 r.
W miejscu dawnego pomnika u zbiegu ul. Nadodrzańskiej (wówczas Prinzenufer) i ul. Mickiewicza (An der Seidenfabrik) powstał parking a tuż obok stacja paliw Shell. Teren dawnego pomnika został sprzedany przez starostwo prywatnemu inwestorowi, a w 2013 roku zyskał nową nawierzchnię z kostki bauma.

## Projekt i wymowa
Pomnik mierzył ponad 7 metrów, znajdował się na kamiennym postumencie i ogrodzony był metalową barierką. Przedstawiał trzy kobiety unoszące do góry urnę z prochami poległego dowódcy. Projektantem był prof. Bernhard Rhode.